# 阿傑梅爾縣

阿傑梅爾縣在拉賈斯坦邦的位置

阿傑梅爾縣是印度拉賈斯坦邦的一個縣，位於該國西北部，面積8,481平方公里，識字率為70.46%，2011年人口2,584,913，人口密度每平方公里305人。

## 外部連結
- Ajmer （页面存档备份，存于） The Imperial Gazetteer of India, 1909, v. 5, p. 137-146.
- Ajmer District website
- Ajmer on Marwadis.com
- eAjmer.co.in （页面存档备份，存于）

26°27′N 74°38′E / 26.450°N 74.633°E